# Mohammad Afzal Chan
Mohammad Afzal Chan (ur. 1811 r., zm. 7 października 1867) – emir Afganistanu w latach 1866–1867. Najstarszy syn z Dost Mohammada Chana, Afzal Chan przejął władzę od brata Szer Alego trzy lata po śmierci ich ojca. Po śmierci Afzal Chana w następnym roku, Szer Ali Chan powrócił na tron.